# Мачинске планине
Мачинске планине ( рум. Munții Măcin    ) је планински ланац у округу Тулчеа, Добруџа, Румунија. Део масива Северне Добруџе, налазе се између реке Дунав на северу и западу, реке Таита и Кулмеа Ницулителулуи на истоку и висоравни Касимцеа на југу. Гледано са Дунава, они изгледају само ниска брда. Међутим, они су планински регион.
Мачинске планине су један од најстаријих планинских венаца у Румунији, који се формира у другом делу палеозоика, у карбона и перма, током Херцинске орогенезе. Доминантна стена је гранит. Ерозија (узрокована разликом температуре) створила је стрме падине, са аспектом рушевина.
Подељени су у Кулмеа Мацинулуи (јужни дио) и Кулмеа Прицопанулуи (северни дио). Највиши врх је Тутуиату (зван и Греци ), који има висину од 467 метара. Остали важни врхови су брдо Приопцеа (410 м) и Мунтеле луи Јакоб (Јакобова планина - 341 м).

## Вегетација и авифауна
Поред балканских и субмедитеранских шума, мачинске планине такође поседују доста степа, што их чини дивним местом за птице. То подручје је поприште различитих миграцијских врста птица, посебно грабежљиваца, који овде долазе на јесен. У региону живе врсте као што су грлица, даурска ласта, обични и исабелински пшеничари, виноградска стрнадица и неколико других. Мачинске планине су и ловишта на белорепог шкањца (Бутео руфинус), једног од највећих европских јастребова. Планине дели с другим грабљивим птицама, попут змијара, краткопрстог кобца патуљастог орла, левантног врапца и степског сокола.